# American Legend AL11C-100
O American Legend AL3C-100 e o American Legend AL11C-100 são aeronaves esportivas leves americanas de projeto recente inspiradas no Piper J-3 Cub e no Super Cub.

## Projeto
O "Legend Cub" foi construído de acordo com as linhas do Piper Cub original, com materiais, motores e instrumentos modernos. A aeronave é um monoplano de asa alta, assentos em tandem e trem de pouso convencional. A fuselagem é construída com tubos de aço soldados recobertos com entelagem de "Superflite".
Em abril de 2015, o design do "Super Legend" foi desenvolvido com a adição de um número maior de componentes de fibra de carbono, incluindo portas, piso, o spinner da hélice e os arcos das pontas das asas. As atualizações aviônicas incluem aviônicos Garmin G3X e um sensor FreeFlight Systems 1201 WAAS GPS, Trig Mode S e 1090ES ADS-B Out transponder.

## Variantes

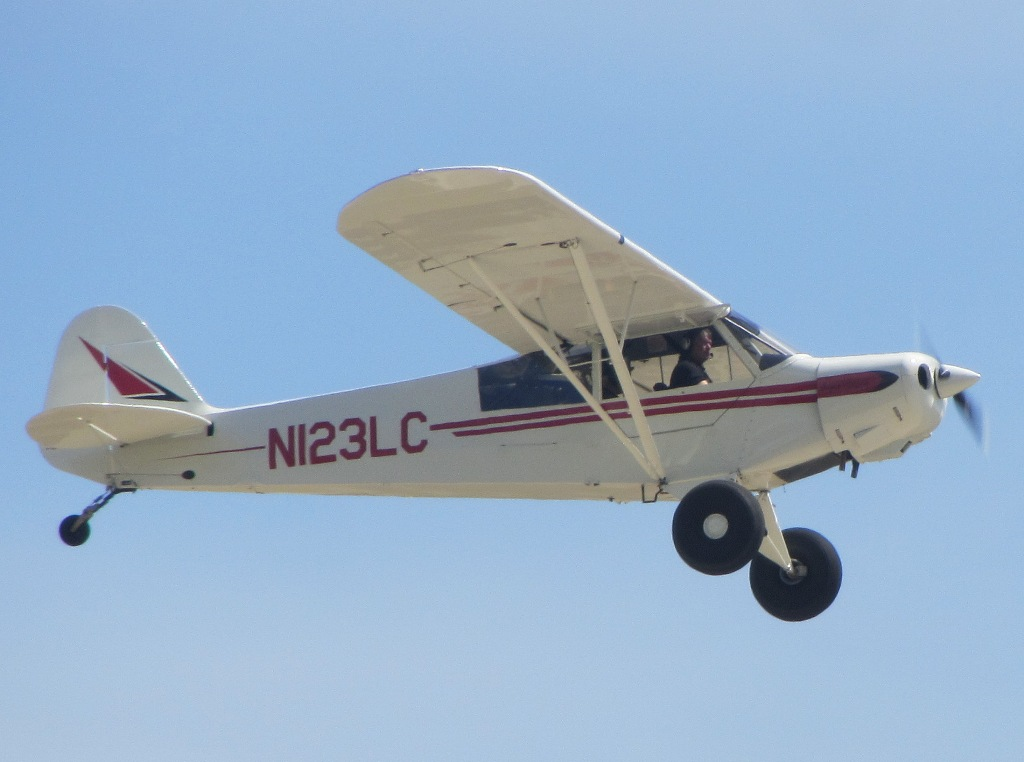
American Legend Super Legend.

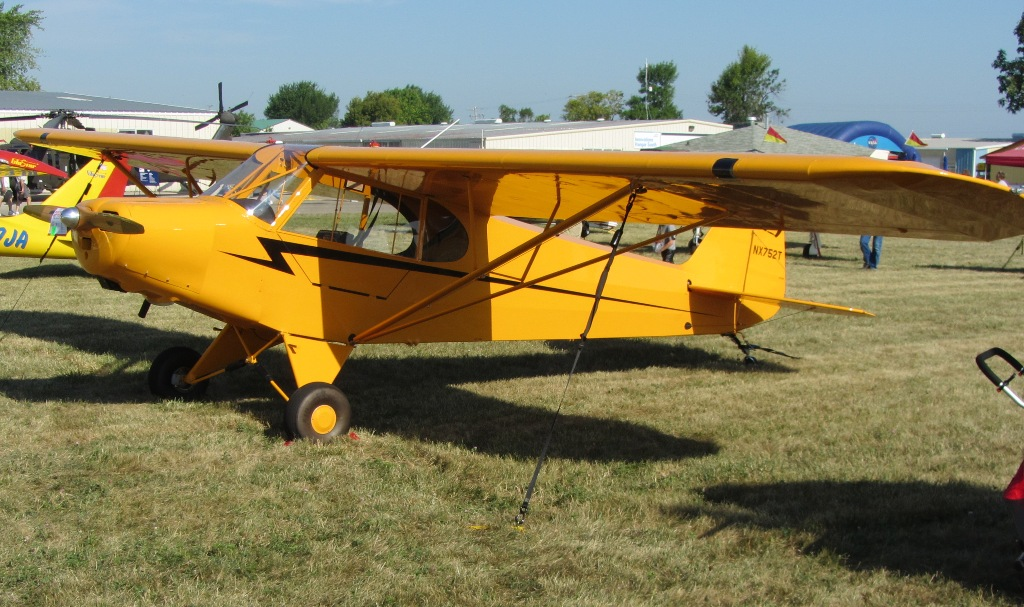
Texas Sport Cub.

Motor a diesel
Em julho de 2015, a American Legend Aircraft e a Superior Air Parts (fabricantes do motor Gemini) anunciaram que o motor diesel turboalimentado Gemini de 100 cavalos estaria disponível em 2016 como uma opção em toda a linha de produtos American Legend. O motor queima o combustível Jet A e / ou diesel amplamente disponível; uma consideração importante, pois a gasolina normal de aviação 100LL é cara ou não está disponível em muitas áreas remotas. Potência, preço e peso são comparáveis ao motor AVGAS Continental O-200 existente, mas com consumo de combustível 20% menor.
AL11C-100
Projetado para se parecer com um Piper PA-11 Cub Special com uma capota fechada.
AL3C-100
Projetado para se parecer com um Piper J-3 Cub com cilindros expostos através da carenagem.
AL11J-120
Alimentado com um motor Jabiru 3300 de 120 hp (100 kW).
AL18 Super Legend
Lycoming IO-233 variante desenvolvida para se parecer com um Piper PA-18 Super Cub. flutuadores de Kevlar e fibra de carbono certificados para aeronaves em 2015. Super Legend reprojetado em 2015 com o Lycoming YO-233 115hp variante aceitando 100LL AvGas e combustível automotivo.
MOAC
O modelo "Mother of all Cubs" "Mãe de todos os Cubs" é uma modificação do AL18 para voos de volta ao país e operações fora do aeroporto, com trem de pouso com absorção de choque e um motor Continental Titan O-340 de 180 hp (0 kW). Introduzido em julho de 2020, possui grandes flaps que se estendem a 40 °, slats de ponta de asa com pontas de asa quadradas, todas destinadas a melhorar as manobras em baixa velocidade. A variante está disponível como um kit de aeronave esportiva leve ou de construção caseira.
Texas Sport Cub
Kit caseiro.

## Especificações (Típico Junior Ace E)
Descrições gerais
- Tripulação: 1 piloto
- Capacidade: 1 passageiro
- Comprimento: 6,83 m (22 ft)
- Envergadura: 10,82 m (35 ft)
- Altura: 2,01 m (6,6 ft)
- Peso vazio: 379 kg (836 lb)
- Peso bruto (carregado): 599 kg (1 320 lb)
- Capacidade de combustível: 83 l (21,9 US-gal)

Motorização
- Número de motores: 1x
- Tipo do motor: Continental O-200 de 100 hp (74,6 kW)

Performance
- Velocidade máxima: 174 km/h (108 mph)
- Velocidade de cruzeiro (km/h): 156 km/h (96,9 mph)
- Razão de subida: 3,6 m/s
- Tecto de serviço: 4 600 m (15 100 ft)